# Barão de Albufeira
Barão de Albufeira é um título nobiliárquico criado pelo Rei D. João VI de Portugal, por Decreto de 26 de Outubro de 1823 e Carta de 24 de Fevereiro de 1824, em favor de José de Vasconcelos e Sá, Tenente-General do Exército Português e Deputado. O título foi outorgado em remuneração de feitos alcançados na Guerra Peninsular (invasões francesas).

## Barão de Albufeira (1823)

### Titulares
1. José de Vasconcelos e Sá, 1.º Barão de Albufeira;
2. José Maria de Vasconcelos e Sá, 2.º Barão de Albufeira.

Após a Implantação da República Portuguesa, e com o fim do sistema nobiliárquico, usaram o título:
1. Henrique Manuel Salvador de Vasconcelos e Sá, 3.º Barão de Albufeira.

### Armas
Um escudo esquartelado; no primeiro quartel as armas dos Sousas do Prado — quartel esquartelado: no primeiro quartel as quinas do Reino, sem a orla dos Castelos; no segundo quartel, em campo de prata, um leão sanguinho — no segundo quartel as armas dos Vasconcelos — em campo negro três faixas veiradas de prata e vermelho, sendo a prata da parte de cima, e a vermelha de baixo: no terceiro quartel as armas dos Farias — em campo vermelho um Castelo de prata, com portas e frestas de negro entre duas flores de lis do mesmo metal, e três em chefe; no quarto quartel as armas dos Sás: — escudo xadrezado de prata e azul de seis peças em faixa e sete em pala.